# Pave Innocens 6.
Innocens 6. (født Étienne Aubert 1282 i Beyssac, død 12. september 1362 i Avignon) var pave fra 18. december 1352 frem til sin død. Han var den femte pave i pavedømmet i Avignon.